# Erica flexicaulis
Erica flexicaulis är en ljungväxtart som beskrevs av Jonas Dryander. Erica flexicaulis ingår i släktet klockljungssläktet, och familjen ljungväxter. Inga underarter finns listade i Catalogue of Life.